# Золоті ворота (золота монета)
«Золоті́ воро́та» — золота пам'ятна монета номіналом 100 гривень, випущена Національним банком України, присвячена унікальній фортифікаційній споруді — головній брамі Києва, яка була збудована за часів князя Ярослава Мудрого і завершувалася Благовіщенською церквою. Золоті ворота… Уже сама назва, яка збереглася з глибокої давнини, привертає увагу. У давні часи вона підкреслювала їх особливе значення, перше місце серед інших оборонних споруд міста. Літописець Нестор у статті 1037 року занотував: «Заклав Ярослав місто велике, в якого нині Золоті ворота, заснував і церкву святої Софії, митрополію, і далі церкву святої Богородиці Благовіщення на Золотих воротах…»
Монету введено в обіг 29 червня 2004 року. Вона належить до серії «Пам'ятки архітектури України».

## Опис монети та характеристики
| Номінал грн. | Метал            | Маса, г      | Діаметр, мм | Якість виготовлення | Гурт                 | Тираж, штук |
| ------------ | ---------------- | ------------ | ----------- | ------------------- | -------------------- | ----------- |
| 100          | золото 900 проби | 31,1 / 34,56 | 32,0        | пруф                | секторальне рифлення | 2 000       |

### Аверс
На аверсі монети угорі півколом розміщено напис «УКРАЇНА», на тлі давньоруського символу сонця зображено малий Державний Герб України, під яким у два рядки — номінал — «100 ГРИВЕНЬ», з обох боків — стилізовані журавлі (з київських браслетів), унизу — стилізована орнаментальна смуга, під якою рік карбування монети 2004; а також позначається метал, його проба — Au 900, маса металу в чистоті — 31,1 та логотип Монетного двору Національного банку України.

### Реверс
На реверсі монети зображено стилізовану під мініатюру з літопису сцену — вершники наближаються до брами, угорі праворуч півколом розміщено стилізований напис «ЗОЛОТІ ВОРОТА», унизу під стилізованою орнаментальною смугою — «1037» — дата спорудження.

## Автори

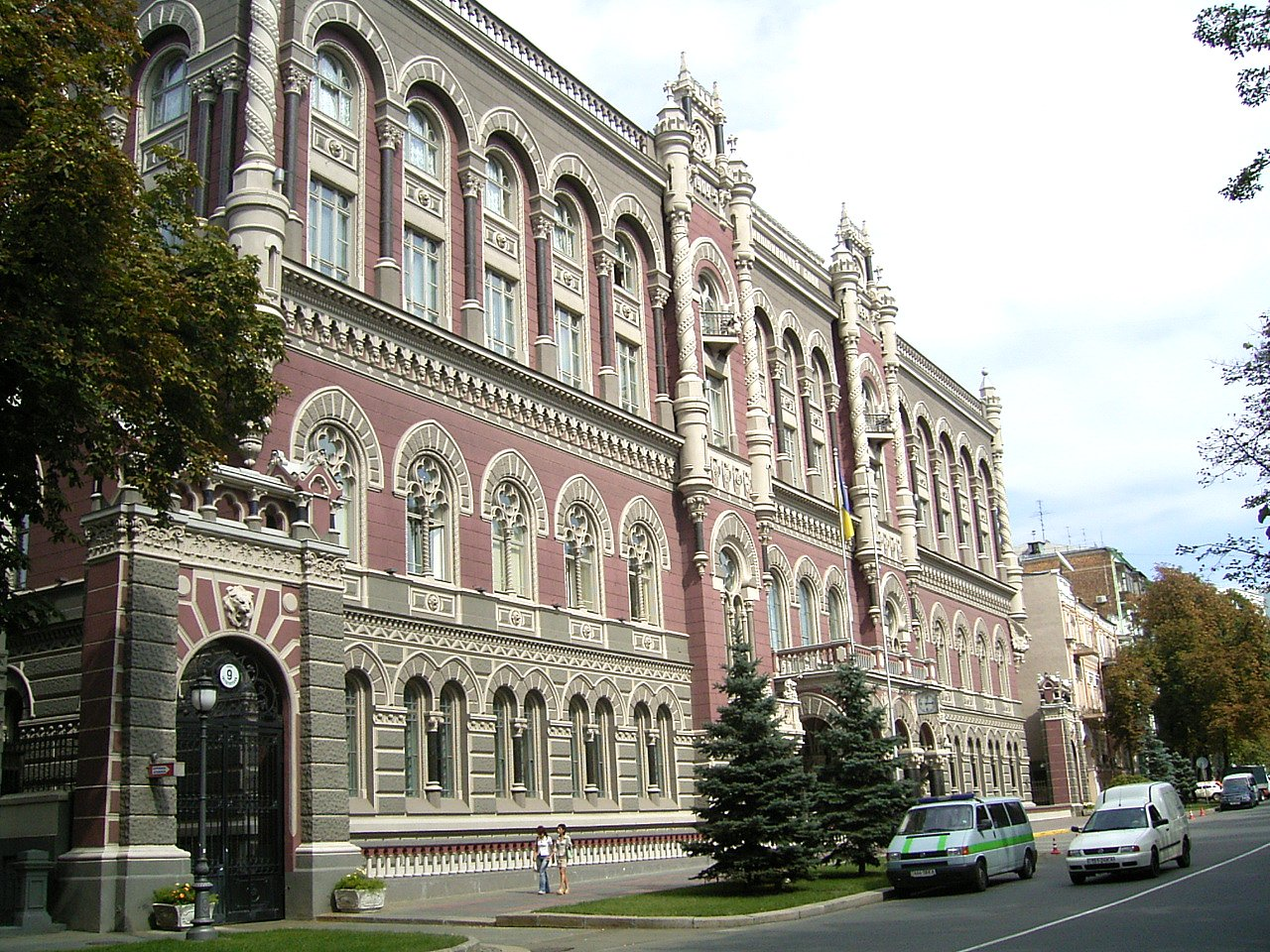
Будівля Національного банку України

- Художник — Іваненко Святослав.
- Скульптор — Іваненко Святослав.

## Вартість монети
Фактична приблизна вартість монети з роками змінювалася так:
| Рік        | 2010   | 2011   | 2012   | 2013    | 2014    | 2015    | 2016   | 2017   | 2018   | 2019   |
| ---------- | ------ | ------ | ------ | ------- | ------- | ------- | ------ | ------ | ------ | ------ |
| Ціна, грн. | 21 000 | 21 000 | 26 000 | 24 000  | 22 000  | 33 400  | 39 000 | 50 000 | 48 000 | 47 000 |
| Рік        | 2020   | 2021   | 2022   | 2023    | 2024    | 2025    |        |        |        |        |
| Ціна, грн. | 55 000 | 59 000 | 70 000 | 111 000 | 140 000 | 225 000 |        |        |        |        |